# Jasiel (West-Pommeren)
Jasiel is een plaats in het Poolse district  Gryficki, woiwodschap West-Pommeren. De plaats maakt deel uit van de gemeente Gryfice en telt 101 inwoners.